# Чери Три (Пенсилванија)
Чери Три (енгл. Cherry Tree) град је у америчкој савезној држави Пенсилванија.

## Демографија
По попису из 2010. године број становника је 364, што је 79 (-17,8%) становника мање него 2000. године.
| Група             | 2000.       | 2010.       |
| Белци             | 440 (99,3%) | 357 (98,1%) |
| Афроамериканци    | 3 (0,7%)    | 0 (0,0%)    |
| Азијати           | 0 (0,0%)    | 1 (0,3%)    |
| Хиспаноамериканци | 3 (0,7%)    | 4 (1,1%)    |
| Укупно            | 443         | 364         |